# Eishockey in Braunlage
Die Geschichte der Sportart Eishockey in Braunlage im Harz in Niedersachsen wird durch verschiedene Mannschaften geprägt, die im Seniorenbereich zeitweise an der zweithöchsten Spielklasse (Braunlager EHC/Harz und EC Braunlage) und im Fraueneishockey an der Bundesliga (WSV Braunlage) teilnahmen. Seit dem Jahr 2012 wird in Braunlage unter der Flagge des Vereins EC Harzer Falken Kufensport betrieben. Die 1. Herrenmannschaft nimmt dabei aktuell an der Regionalliga Nord teil.

## Geschichte (Herreneishockey)

### Wintersportverein Braunlage (bis 1984)
Über die Anfänge des Eishockeysports im Harz und in Braunlage liegen keine konkreten Angaben vor. Ein erster Hinweis auf die Einrichtung einer Natureisbahn, auf der von Berliner Eislaufvereinen in Braunlage „Kunst- und Schnellauf-Konkurrenzen“ durchgeführt wurden, stammt aus dem Jahr 1909.
In den Jahren 1911–1913 erfolgte die Anlage einer Eisbahn durch die Gemeinde Braunlage. Der erste Hinweis auf eine geplante Eishockeyveranstaltung ist auf den 2. Februar 1913 datiert, als der Berliner Eislauf-Verein von 1886 in Braunlage die Ausrichtung einer Klubmeisterschaft in den Disziplinen Eisschnelllauf und Eishockey geplant hatte. Aufgrund starken Schneefalls musste die Veranstaltung jedoch abgesagt werden. Ein Ansichtskartenmotiv aus dem Jahr 1919 zeigt ein Eishockeyspiel in Braunlage. Der Stadtplan aus dem Jahr 1920 verzeichnet Sportteich und Eisbahn, zwei Jahre später bewarb die Gemeinde die „Natur-Eisbahn Kollieteich“. Fotos und Berichte belegen regelmäßige Eishockeyspiele in den 1930er Jahren.

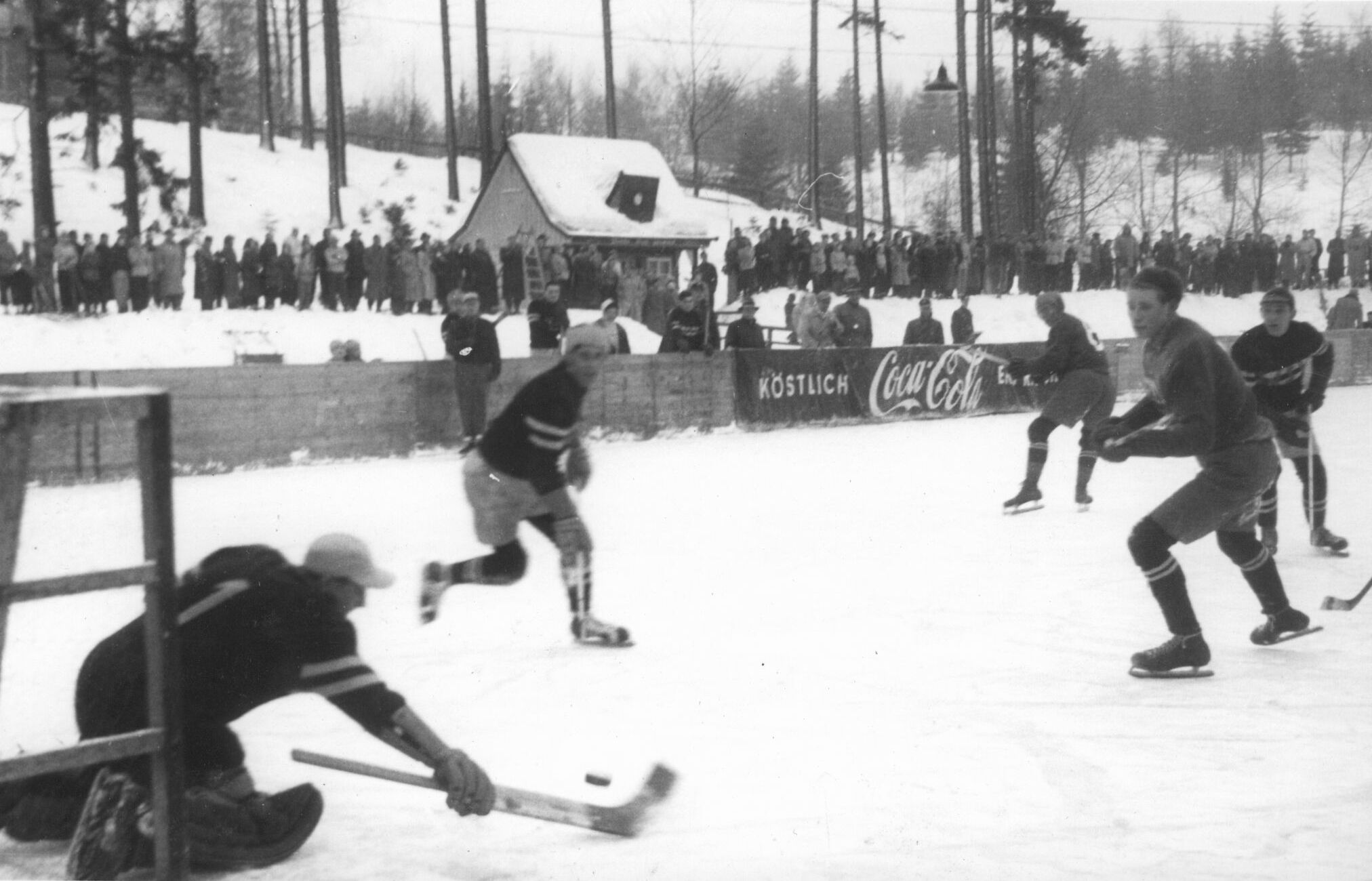
Eishockey in Braunlage auf dem Gondelteich 1953: Ausscheidungsspiel zur Eishockey-Niedersachsenmeisterschaft zwischen dem WSV Braunlage und dem WSV Clausthal-Zellerfeld

Ein regelmäßiger Wettkampfsport und die Teilnahme an Meisterschaftsspielen begann in den 1950er Jahren.
1950/51 spielte der WSV Braunlage für eine Spielzeit in der Oberliga, der damals höchsten deutschen Liga. Im Jahr 1952 stand der WSV Braunlage gegen die ESG Hannover im Endspiel um die niedersächsische Eishockeymeisterschaft. In der Niedersachsen-Liga spielte der WSV gegen die Teams aus Hannover, Bad Sachsa, Clausthal-Zellerfeld und Hahnenklee. Die Heimspiele wurden in Spitzenspielen von 1500 bis 2000 Zuschauern besucht. 1974 stieg der WSV in die viertklassige Regionalliga Nord auf. 1975 wurde Braunlage in die (neue) Gruppe West eingeteilt, die man 1977 gewinnen konnte. Damit stieg die Mannschaft in die Oberliga Nord auf. Nachdem schon ab dem Sommer 1982 die Mannschaft unter dem Namen EC im WSV antrat, erfolgte im Sommer 1984 die Trennung vom WSV, wobei die Mannschaft zur Saison 1983/84 für den Königsborner EV in die 2. Bundesliga Nord nachrückte.

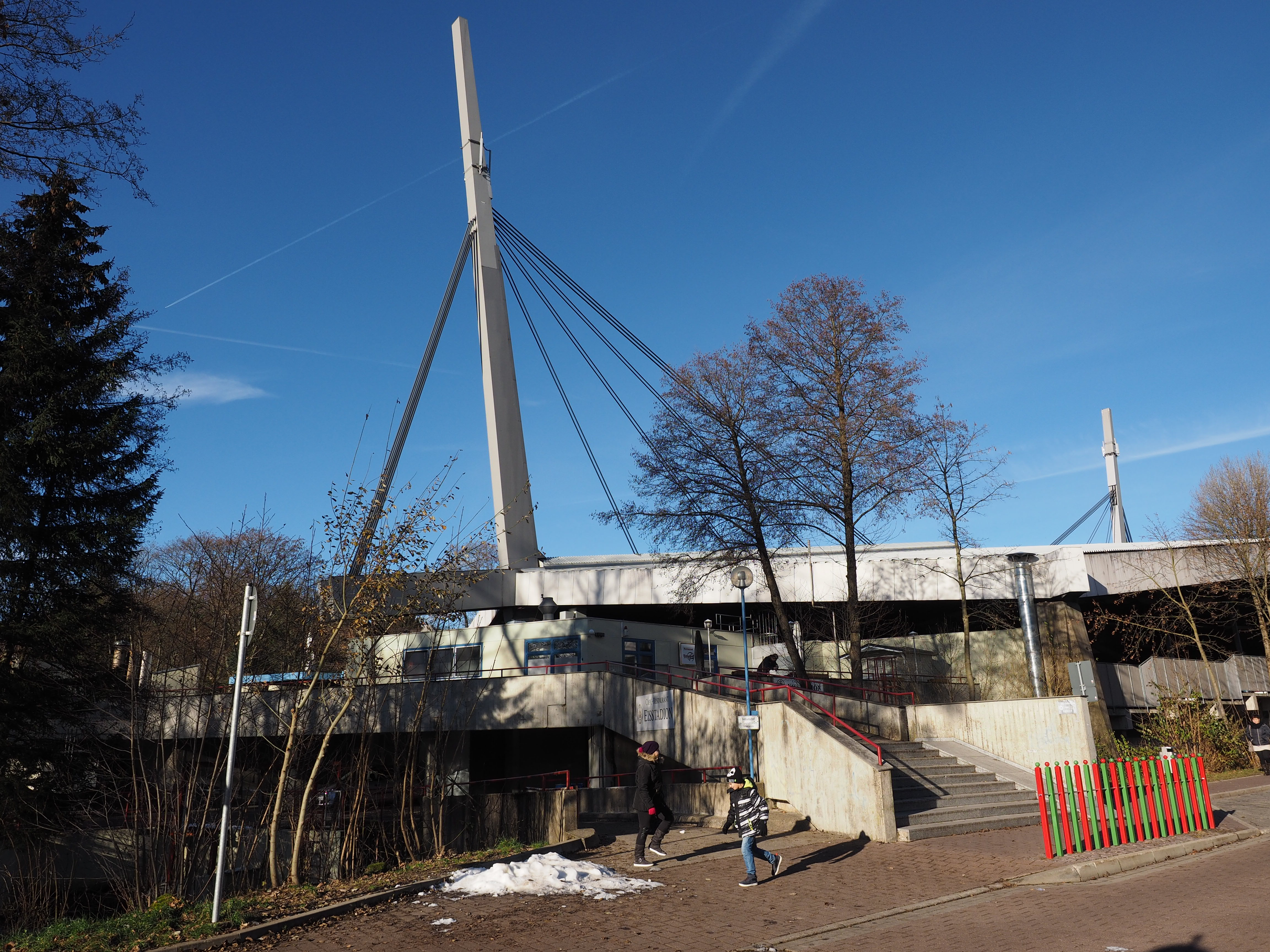
Das Wurmbergstadion ist die Heimstätte des Braunlager Eishockeys

### EC Braunlage (1984 bis 1995)
Unter dem Namen EC Braunlage trat die Mannschaft von der Saison 1984/85 bis 1985/86 in der 2. Bundesliga Nord an, bevor im Sommer 1986 nach dem Abstieg in die Oberliga Nord der Konkurs durch einen Zwangsvergleich verhindert und der Spielbetrieb weiter fortgesetzt werden konnte. Ab der Saison 1989/90 spielte die Mannschaft unter dem Namen EC Harz/Braunlage bis zur Einführung der Deutschen Eishockey Liga im Sommer 1994 in der Oberliga Nord weiter und wurde in die – jetzt zweitklassige – 1. Liga Nord eingeteilt. Nach der Saison ging der EC in Konkurs und wurde aufgelöst.

### Braunlager EHC/Harz (1995 bis 2000)
Im Frühjahr 1995 wurde der Braunlager EHC/Harz gegründet, der die Seniorenmannschaft und die Nachwuchsmannschaft zum Spielbetrieb ab der Saison 1995/96 meldete.
Die Seniorenmannschaft des EHC konnte den Spielbetrieb in der viertklassigen Regionalliga Nord/Ost aufnehmen, aus der sie über die 2. Liga Nord 1996/97 in die 1. Liga Nord 1997/98 aufstieg und Gründungsmitglied der wiedereingeführten 2. Eishockey-Bundesliga zur Saison 1998/99 wurde. In der Saison 1999/00 konnte die Mannschaft als 13. der Vorrunde sich sportlich nicht direkt für die nächste Saison qualifizieren und musste als einzige verbliebene Mannschaft in der Qualifikationsrunde mit den Mannschaften aus der Oberliga Süd antreten. Nachdem auch dort die sportliche Qualifikation nicht gelungen war, musste der EHC aufgrund der finanziellen Probleme den Spielbetrieb einstellen und wurde liquidiert. Im April 2012 wurde für den Verein das Insolvenzverfahren eingestellt.

### Braunlager SC/Harz (2000 bis 2006)
Im Frühjahr 2000 wurde der schon 1986 sicherheitshalber gegründete Braunlager SC, der bis dahin nicht aktiv als Verein am Spielbetrieb teilnahm, als Nachfolger des EHC wieder zum Leben erweckt und in Braunlager SC/Harz umbenannt.
Zur Saison 2000/01 nahm die Seniorenmannschaft des SC in der sechstklassigen Niedersachsenliga am Spielbetrieb teil und schaffte als Meister gleich den Aufstieg in die fünftklassige Verbandsliga Nord. Das mögliche Überspringen dieser Liga – bedingt durch die Aufstocken der Regionalliga Nord/Ost mit den Mannschaften der sich selbst auflösenden Oberliga Nord – wurde dem SC nicht gestattet und in der Saison 2001/02 wurde die sportliche Qualifikation nicht geschafft. Erst durch die Neueinteilung der Ligen rückte die Mannschaft zur Saison 2002/03 in die viertklassige Regionalliga Nord auf. Im Sommer 2004 überlegte sich die Vereinsführung des SC, wie die Eisbären Juniors Berlin, in die wiedereingeführte Oberliga Nord 2004/05 aufzurücken, was aber aus finanziellen Überlegungen nicht passierte. Ende 2006 meldete der Braunlager SC/Harz erneut Insolvenz an. Dem war der Rücktritt des Präsidenten Albert Baumann vorausgegangen, nachdem dieser nicht erneut zum Bürgermeister der Stadt Braunlage gewählt wurde.

### ESC Harzer Wölfe (2006 bis 2012)
Nach der Insolvenz des Braunlager SC wurde Ende September 2006 der Verein ESC Harzer Wölfe gegründet und konnte den Startplatz des Vorgängervereins in der Regionalliga unter dem Konstrukt einer Spielgemeinschaft übernehmen. Die Mannschaft beendete die Saison in der Regionalliga auf Platz 3 und schaffte damit die sportliche Qualifikation für die Oberliga. Aus wirtschaftlichen Gründen wurde aber auf den Aufstieg verzichtet. Ende Januar 2008 wurden die Existenz des Vereins bedrohende finanzielle Probleme von Seiten des Vorstands und des Beirats bestätigt.
In der Saison 2008/2009 beendeten die Harzer Wölfe die Vorrunde der Regionalliga Nord mit 18 Punkten Vorsprung auf Platz 1 und die Finalrunde mit fünf Punkten Vorsprung als Meister. Auf den Aufstieg in die Oberliga wurde jedoch erneut verzichtet.
Am 9. Dezember 2009 meldete der Verein Insolvenz an, nachdem er in einem Arbeitsrechtsstreit mit einem früheren Spieler unterlegen war und die finanziellen Belastungen daraus nicht tragen konnte. Die Saison wurde ordnungsgemäß fortgesetzt. Infolge der Umstrukturierung des Liga-Betriebs spielten die Harzer Wölfe in der Saison 2010/2011 in der Oberliga Nord, aus der die Mannschaft wegen Nichtantritts in den letzten beiden Spielen während der Saison 2011/12 zwangsabstieg Aufgrund schon während der Saison 2011/12 aufgetretener finanzieller Probleme wurde seitens des Amtsgerichts Goslar im Mai 2012 wegen einer möglichen Insolvenz des Vereins ein entsprechendes Insolvenzprüfungsgutachten in Auftrag gegeben. Am 25. Juni 2012 wurde vom Amtsgericht Goslar unter Aktenzeichen 32 IN 19/12 das vorläufige Insolvenzverfahren über den Verein eröffnet. Die mit der vorläufigen Insolvenzverwaltung beauftragte Kanzlei ließ die Wiederaufnahme des Spielbetriebs beim Verein bis zur Gläubigerversammlung im September 2012 nicht zu.
Der Niedersächsische Verband gab für eine Nachfolgelösung noch eine Ausnahmefrist bis zur Termintagung am 19. August 2012,
um die Voraussetzungen für eine Fortsetzung des Spielbetriebs in Braunlage zu schaffen. Bei einem angedachten Umzug nach Schierke hätte der Spielbetrieb nicht im Bereich des NEV fortgesetzt werden können.

### EC Harzer Falken (seit 2012)
Im Sommer 2012 wurde der neue Verein EC Harzer Falken mit Sitz und Spielstätte in Braunlage gegründet. Die Mannschaft belegte in der Saison 2012/13 den 1. Platz in der fünftklassigen Verbandsliga Nord. Sie traten seit der Saison 2013/14 in der drittklassigen Oberliga Nord an.
Am 7. März 2014 gewannen die Harzer Falken den Nordpokal 2014. Sie setzten sich zunächst gegen Adendorf und im Finale gegen den HSV durch.
In der Saison 2014/2015 gingen die EC Harzer Falken erneut in der Oberliga Nord an den Start und konnten am Ende der Hauptrunde einen guten dritten Platz belegen. In den Playoffs setzte man sich im Viertelfinale mit 4:2 in der Serie gegen die Crocodiles Hamburg durch. Im Halbfinale scheiterte man dann nach einer spannenden Serie mit 1:2 gegen den späteren Meister Hannover Scorpions.
Die Saison 2015/16 beendeten die Falken auf Platz 11 der Oberliga Nord. Für die Saison 2016/17 wurde Norbert Pascha als Trainer verpflichtet, der die Falken bereits in der Vorsaison für kurze Zeit gecoacht hatte. In dieser wie auch in der folgenden Saison waren die Harzer Falken jeweils sportlicher Absteiger der Oberliga Nord, verblieben aber in beiden Fällen als Nachrücker in der Spielklasse. In der Saison 2018/19 gelang mit dem vorletzten Platz der Hauptrunde der sportliche Klassenerhalt. Allerdings stellte der Verein am 25. März 2019 beim Amtsgericht Goslar einen Insolvenzantrag.
Es wurde eine Planinsolvenz erreicht, so dass der Spielbetrieb in der Regionalliga zur Saison 2019/20 fortgesetzt werden konnte. Diese Saison wurde vor Beginn der Play-offs wegen der Corona-Pandemie abgebrochen. Die Harzer Falken wurden später zum Meister erklärt, nachdem sie sowohl die Vor- als auch die Meisterrunde auf Platz 1 beendet hatten. Während die folgende Saison wegen der Pandemie nicht stattfinden konnte, beendeten die Falken das Spieljahr 2021/22 erneut als Meister der Regionalliga Nord. In der Regionalliga-Saison 2022/23 wurden die Harzer Falken erneut Sieger der Hauptrunde, unterlagen aber im Play-off-Halbfinale dem Adendorfer EC. In der Saison 2023/24 wurden die Harzer Falken dann wieder Meister der Regionalliga Nord. Sie besiegten im Playoff-Finale den ECW Sande mit 3:1 und 4:3. Das Rückspiel in Sande wurde dabei in der zweiten Verlängerung entschieden. Auch in der Saison 2024/25 erreichten die Harzer Falken den Gesamtsieg der Regionalliga Nord. In den Finalspielen setzten sie sich diesmal mit 3:1 Siegen gegen die Crocodiles Hamburg durch.

## Wichtige frühere und gegenwärtige Spieler und Trainer
- Ģirts Ankipāns
- Jens Baxmann
- Robert Brezina
- Pavel Cagaš
- Mike Dolezal
- Markus Draxler
- Jason Dunham
- Georg Gailer
- Peter Gailer
- Uwe Geiselmann
- André Gerartz
- Sven Gerike
- Joe Gibbs
- André Grein
- Semen Hildebrand
- Henrik Hölscher
- Leon Hungerecker
- Marian Hurtík
- Fedor Kolupajlo
- Patrick Köppchen
- Artjom Kostyrev
- Christoph Koziol
- Anton Krinner (†)
- Moe Lemay (†)
- Frank Liebert
- Mark Mahon
- Karsten Mende
- Markus Menschig
- Milan Mokroš
- Greg Müller
- Doug Murray (†)
- John Noob
- Falk Ozellis
- Norbert Pascha
- Frank Petrozza
- Erik Pipp
- Andreas Pokorny
- Jan-Hans Pokorny
- Anton Raubal (†)
- Karl-Gustav Richter
- Nathan Robinson
- Tobias Schwab
- Lars Tabert (†)
- Pavel Vít
- Henryk Wojtynek
- Steffen Ziesche

## WSV Braunlage (Fraueneishockey)
Beim WSV Braunlage bildete sich 1995 eine Frauenmannschaft, die in der Saison 1995/96 mit der Teilnahme am Spielbetrieb in der viertklassigen 2. Liga Nord/Ost begann. Bereits in der ersten Saison gelang der Aufstieg in die 1. Liga Nord/Ost. In der Saison 1998/99 gelang der Aufstieg aus der 1. Liga Nord/Ost in die zweitklassige 2. Liga Nord, aus der die Mannschaft 2000 in die Fraueneishockey-Bundesliga aufstieg. 2003 konnte der WSV den DEB-Pokal der Frauen gewinnen.
Die Mannschaft des WSV nahm ab der Saison 2000/01 bis zur Saison 2005/06 an der Fraueneishockey-Bundesliga teil und stieg 2006 in die 2. Liga Nord ab. Im Sommer 2006 einigten sich die Verantwortlichen des WSV und des EHC Osterode angesichts des Spielerinnenmangels bei beiden, für die 2. Liga Nord 2006/07 qualifizierten, Mannschaften auf eine Zusammenarbeit. Da aber in der Liga eine Spielgemeinschaft nicht mitspielen darf, einigten sich die Verantwortlichen auf die Teilnahme unter dem Namen WSV Braunlage, die Mannschaft des EHC Osterode wurde vom Spielbetrieb abgemeldet. Zum Meldungstermin für die Saison 2008/09 wurde von den Verantwortlichen bekannt gegeben, dass aus Spielerinnenmangel keine Mannschaft für die 2. Liga Nord mehr gemeldet wird.

### Wichtige Spielerinnen
- Franziska Busch
- Bettina Evers
- Nina Hemmes

## Wurmberg-Cup
Im Jahr 2009 wurde nach langjähriger Pause wieder ein Turnier um den Wurmberg-Cup ausgetragen. Teilnehmende Mannschaften waren die Hannover Indians, die Iserlohn Roosters, die DEG Metro Stars sowie der spätere Sieger, die Kassel Huskies. In den 1970er und 1980er Jahren fand das Eishockeyturnier alljährlich mit einem internationalen Teilnehmerfeld statt. Teilnehmende Mannschaften waren unter anderem die Nationalmannschaft Polens, Spartak und HK ZSKA Moskau, TPS Turku und Krylja Sowetow Moskau sowie weitere Mannschaften aus der ehemaligen ČSSR, Rumänien und Schweden sowie die damaligen Spitzenteams Deutschlands.

## Spielstätten

### Braunlager Eisteich (bis 1961)

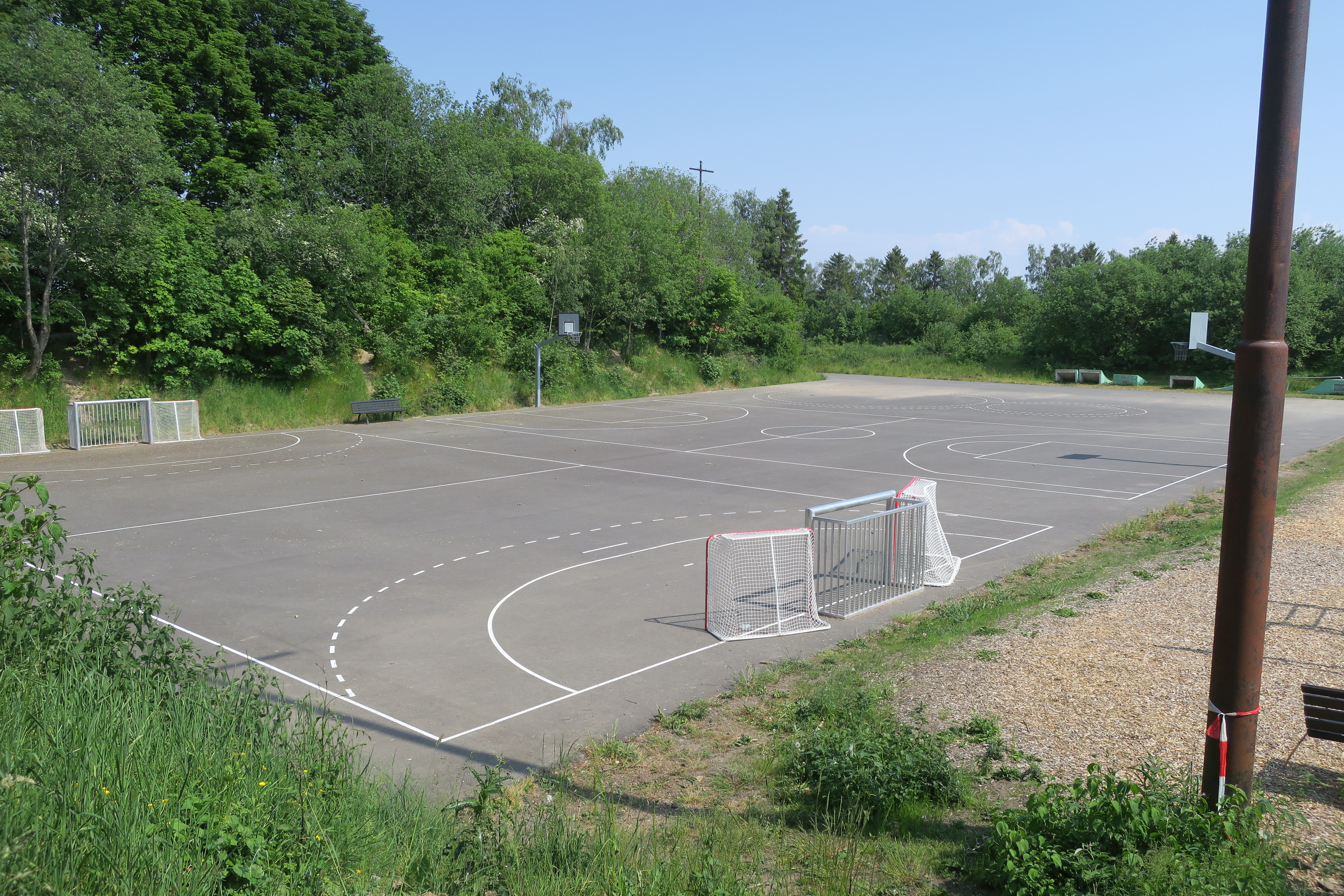
Ehemaliges Eisstadion Von-Langen-Straße, Braunlage, 2023

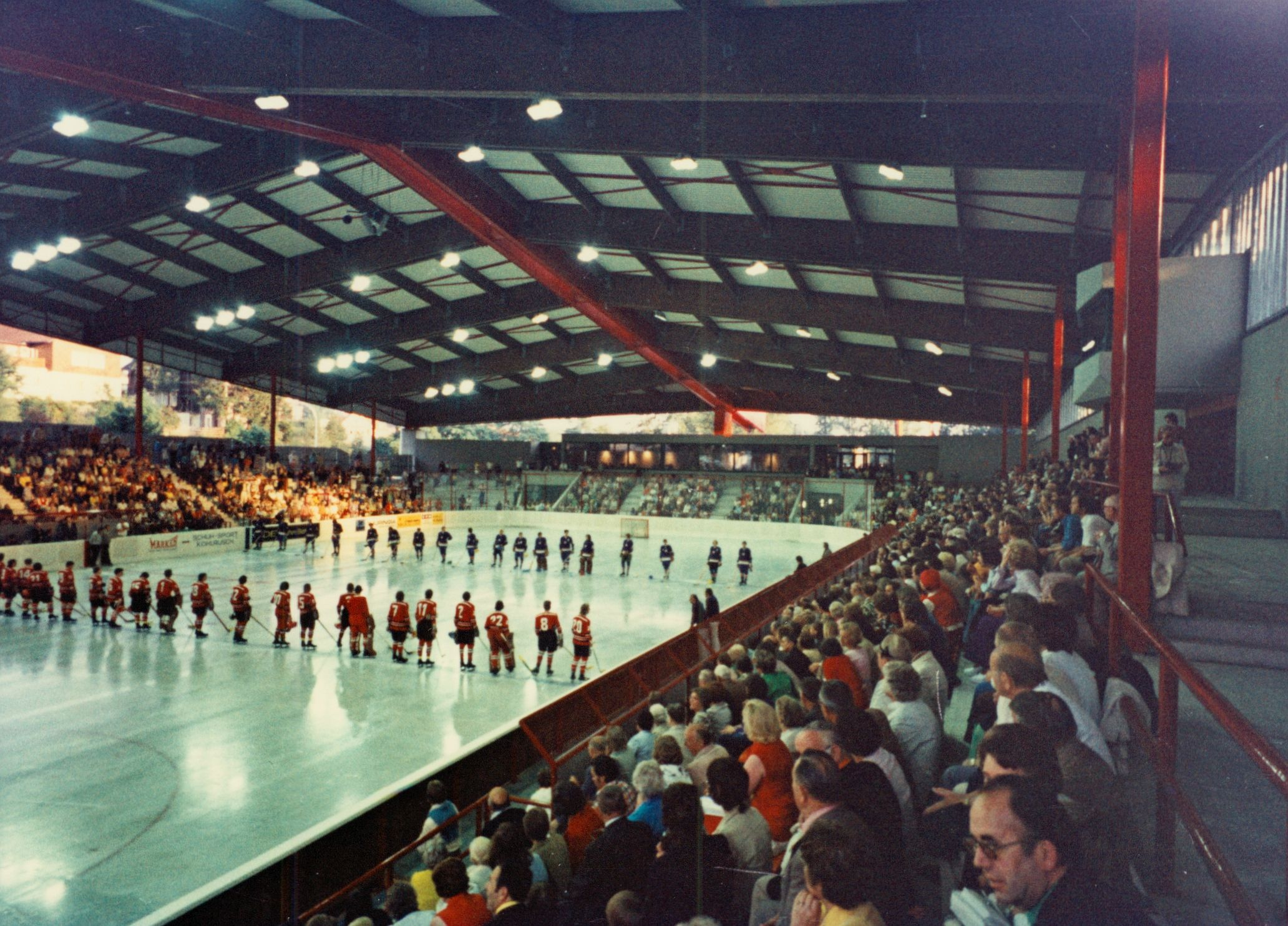
Eröffnung des Eisstadions am Wurmberg, Braunlage, 31. August 1974

In den ersten Jahrzehnten des Braunlager Eishockeysports fanden die Spiele auf dem Natureis des Kollieteichs (später Gondelteich) im Bereich des heutigen Kurparks statt. Die Eisbahn wurde um das Jahr 1910 von der Gemeinde Braunlage errichtet. Der Spielbetrieb war stets wetterabhängig. Sobald die Eisdecke 8–10 cm Dicke erreicht hatte, konnten Eishockeyspiele ausgetragen werden. Das Publikum stand um die Spielfläche herum. Problematisch wurde es bei großem Andrang, wenn durch das hohe Gewicht der Zuschauer das Eis brach und die Spielfläche voll Wasser lief. Aus diesem Grund musste beispielsweise das Jugend-Ausscheidungsspiel zur Deutschen Eishockeymeisterschaft am 2. Februar 1952 zwischen dem WSV Clausthal-Zellerfeld und dem WSV Braunlage abgebrochen werden.

### Eisbahn Harzburger Straße (1962 bis 1964)
Auf dem Gelände der ehemaligen Fuchs’schen Fabrik im nordwestlichen Bereich des heutigen Großparkplatzes, unweit des heutigen Eisstadions, wurde 1962 eine Eisbahn errichtet, die vorübergehend als Spielstätte diente. Die Eisbahn wurde präpariert, indem ein Sandhartplatz unter Wasser gesetzt wurde, welches dann zu Eis gefror. Dies hatte den Vorteil, dass Zuschauer das Eis nicht mehr zum Einbrechen bringen konnten. Allerdings führte die geringere Eisdicke auch dazu, dass das Eis während des Spiels bis auf die Unterfläche abgefräst werden konnte.

### Eisstadion Von-Langen-Straße (1965 bis 1971)
Die unbefriedigende Situation der Eisbahn an der Harzburger Straße führte zu der Initiative, im Bereich des Sportplatzes an der Von-Langen-Straße einen Asphaltplatz als Eisfläche herzurichten. Die noch immer auf Natureis stattfindenden Eishockeyspiele konnten vom Hang, der am Rand der Eisfläche aufragte, von den Zuschauern verfolgt werden. Aufgrund geringer werdender Kapazitäten, die Eisbahn regelmäßig zu präparieren, wurde diese Spielstätte 1971 aufgegeben. Die heute noch gut zu erkennende Asphaltfläche wurde zwischenzeitlich als Streethockeyplatz und Skateboardbahn genutzt.

### Eishalle Altenau (1972 bis 1973)
Bis zur Eröffnung des Eisstadions in Braunlage wichen die Braunlager Eishockeyspieler für kurze Zeit ins etwa 20 km entfernte Altenau aus.

### Wurmberg-Eisstadion (seit 1974)
Das Wurmberg-Eisstadion ist das aktuelle Heimstadion der Braunlager Mannschaften. Nach dem Abriss des Eisstadions in Altenau wurden dort auch die Heimspiele der am Ligenspielbetrieb teilnehmenden Mannschaften des EHC Osterode ausgetragen. Zusätzlich wird dort von den hobbymäßig organisierten Mannschaften aus Altenau und Clausthal-Zellerfeld der Harz-Cup ausgespielt.
Das Stadion wurde 1974 erbaut und bietet Platz für gut 2500 Zuschauer, davon zur Hälfte Sitzplätze. Bei herausragenden Ereignissen kann es durch eine Zusatztribüne an der offenen Schmalseite erweitert werden.